# Стэйт, Джуэл

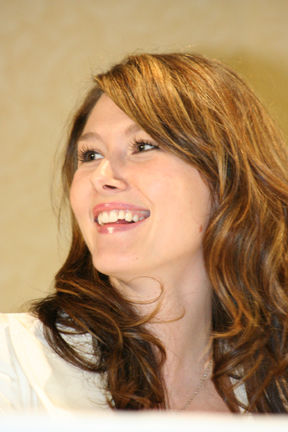
Джуэл Стэйт в 2005 году

Джуэл Стэйт (англ. Jewel Belair Staite; род. 2 июня 1982) — канадская актриса. Наиболее известна по своей роли бортмеханика Кейли в телесериале «Светлячок» и фильме «Миссия „Серенити“». Также она снималась в роли врача Дженнифер Келлер в сериале «Звёздные врата: Атлантида» и играла главную роль адвоката Эбигейл Бьянки в юридической драме «Семейная юрфирма».

## Биография
Седьмой ребёнок в семье, в роду у актрисы были ирландцы, британцы, франкоканадцы и ирокезы. С раннего возраста снималась в кино и на телевидении, работала моделью. Обучалась в Ванкуверской школе киноискусства, работала в Ванкуверском молодёжном театре.

## Карьера
В 2000 году сыграла роль проблемного подростка-готессы Дэйзи в молодёжном сериале Fox Family Channel «Выше земли», который был закрыт после показа первого сезона.
С 2002 по 2003 снималась в недолго просуществовавшем фантастическом сериале «Светлячок» в роли механика Кейли, а в 2005 сыграла в его кино-продолжении «Миссия „Серенити“».
В 2011 году появилась в гостевой роли в сериале «Сверхъестественное». С 2013 по 2014, на протяжении 10 серий, играла роль Кэролайн Свифт (девушка детектива Холдера) в телесериале «Убийство». В 2016 в качестве приглашённой звезды появилась в одном эпизоде сериала «Легенды завтрашнего дня», сыграв специалиста по робототехнике из будущего.
В 2021—2023 годах снималась в главной роли в юридическом сериале «Семейная юрфирма», где сыграла Эбигейл, разведённую юристку-алкоголичку, вынужденную работать у своего отца.

## Личная жизнь
С 2003 по 2011 год Джуэл была замужем за актёром Мэттом Андерсоном. В настоящее время Стэйт состоит в фактическом браке с Чарли Ричи, с которым она помолвлена с мая 2015 года. 9 декабря 2015 года у пары родился сын Уайлдер Кэткарт Ричи. Свадьба Ричи и Стэйт состоялась 23 июля 2016.
Увлечения: активно поддерживает программу антиспида.

## Фильмография
| Год       |    | Русское название                           | Оригинальное название                     | Роль                                    |
| --------- | -- | ------------------------------------------ | ----------------------------------------- | --------------------------------------- |
| 1993      | ф  | Единственный выход                         | The Only Way Out                          | Александра                              |
| 1993      | тф | Лжец, лжец                                 | Liar, Liar                                | Дорианна                                |
| 1994—1995 | с  | Боишься ли ты темноты?                     | Are You Afraid of the Dark?               | Келли, гёрлскаут / Коди, юная художница |
| 1995      | ф  | Тайна медвежьей горы                       | Gold Diggers: The Secret of Bear Mountain | Саманта                                 |
| 1995      | с  | Секретные материалы                        | The X-Files                               | Эми Джейкобс                            |
| 1996      | с  | Космические приключения                    | Space Cases                               | Каталина                                |
| 1997—1999 | с  | Дорогая, я уменьшил детей                  | Honey, I Shrunk the Kids: The TV Show     | Тиара Вэнхорн                           |
| 1998—2001 | с  | Следствие ведёт Да Винчи                   | Da Vinci's Inquest                        | Габриэлла Да Винчи                      |
| 1999      | с  | Чудеса.com                                 | So Weird                                  | Келли Сноу                              |
| 2000      | с  | Выше земли                                 | Higher Ground                             | Дэйзи Липеновски                        |
| 2002      | ф  | Обманщики                                  | Cheats                                    | Тедди Блю                               |
| 2002—2003 | с  | Светлячок                                  | Firefly                                   | Кейуиннит Ли «Кейли» Фрай               |
| 2003      | с  | Мёртвые, как я                             | Dead Like Me                              | девочка-гот                             |
| 2004      | с  | Чудопад                                    | Wanderfalls                               | Хэйди Готс                              |
| 2004      | ф  | Вдова на холме                             | Widow on the Hill                         | Дженни Кавано                           |
| 2004      | с  | Доктор Хафф                                | Huff                                      | Кэролайн                                |
| 2005      | ф  | Миссия «Серенити»                          | Serenity                                  | Кейуиннит Ли «Кейли» Фрай               |
| 2009      | в  | Забытые                                    | The Forgotten Ones                        | Лиз                                     |
| 2005—2009 | с  | Звёздные врата: Атлантида                  | Stargate: Atlantis                        | доктор Дженнифер Келлер / Эллиа         |
| 2010      | тф | Человек-мотылёк                            | Mothman                                   | Кэтрин Грант                            |
| 2010      | с  | Хранилище 13                               | Warehouse 13                              | Лоретта                                 |
| 2010      | тф | Миссис Чудо в Манхэттене                   | Call Me Mrs. Miracle                      | Холли Уилсон                            |
| 2011      | ф  | Пакт                                       | The Pact                                  | Анна                                    |
| 2011      | тф | Пророчество Судного дня                    | Doomsday Prophecy                         | Брук Келвин                             |
| 2011      | с  | Сверхъестественное                         | Supernatural                              | Эми Понд                                |
| 2012      | с  | Дерзкий Лос-Анджелес                       | The L.A. Complex                          | Ракель Вестбрук                         |
| 2012—2013 | мс |                                            | Animism                                   | Мел Рэйвенсфолл                         |
| 2013      | с  | Читающий мысли                             | The Listener                              | Лори Блэк                               |
| 2013—2014 | с  | Убийство                                   | The Killing                               | Кэролайн Свифт                          |
| 2013      | с  |                                            | State of Syn                              | Анника Дрейк                            |
| 2015      | ф  | Как организовать оргию в небольшом городке | How to Plan an Orgy in a Small Town       | Кэсси Крэнстон                          |
| 2016      | с  | Легенды завтрашнего дня                    | Legends of Tomorrow                       | доктор Брайс                            |
| 2016      | с  | Касл                                       | The Castle                                | Эрин Черлофф                            |
| 2017      | с  | Слепое пятно                               | Blindspot                                 | Кива Гарен                              |
| 2018      | с  | Дубль два                                  | Take Two                                  | Джеки Джарвис, она же Анджела Труман    |
| 2018      | с  | Хороший доктор                             | The Good Doctor                           | Стелла                                  |
| 2019      | с  | Тайный орден                               | The Order                                 | Ренэ Маранд                             |
| 2019—2020 | с  | Волшебники                                 | The Magicians                             | Филлис                                  |
| 2021—2023 | с  | Семейная юрфирма                           | Family Law                                | Эбигейл Бьянки                          |
| 2022      | с  | Квантовый скачок                           | Quantum Leap                              | Наоми Харви                             |